# Polychrotidae
Polychrotidae är en familj i underordningen Iguania. Arterna förekommer i Nord-, Central och Sydamerika samt på flera västindiska öar.

## Beskrivning
Medlemmarna är små och smala kräldjur som vanligen har en grön eller brun grundfärg. Tåarna är förstorade och har häftförmåga. Hos de flesta arter har hannarna en påfallande säck vid strupen. Säcken används vid parningstiden för att imponera på honorna samt för att varna artfränder av samma kön. Nästan alla arter livnär sig av insekter, och bara hos Anolis cristatellus är dokumenterat att den även äter frukter.
Arterna sitter på dagen längre tider orörlig i växtligheten och väntar på att ett bytesdjur närmar sig. Svansen kan användas som gripverktyg.

## Systematik
Familjen delas i tre släkten med tillsammans omkring 390 arter.
- Anolisar (Anolis, Daudin, 1802), över 200 arter
- Norops (Wagler, 1830), över 150 arter
- Polychrus (Cuvier, 1817), 6 arter

Enligt en annan taxonomi ingår bara släktet Polychrus i familjen.